# Istituto Caritas Christi
L'Istituto «Caritas Christi» (in francese Institut «Caritas Christi») è un istituto secolare femminile di diritto pontificio.

## Storia

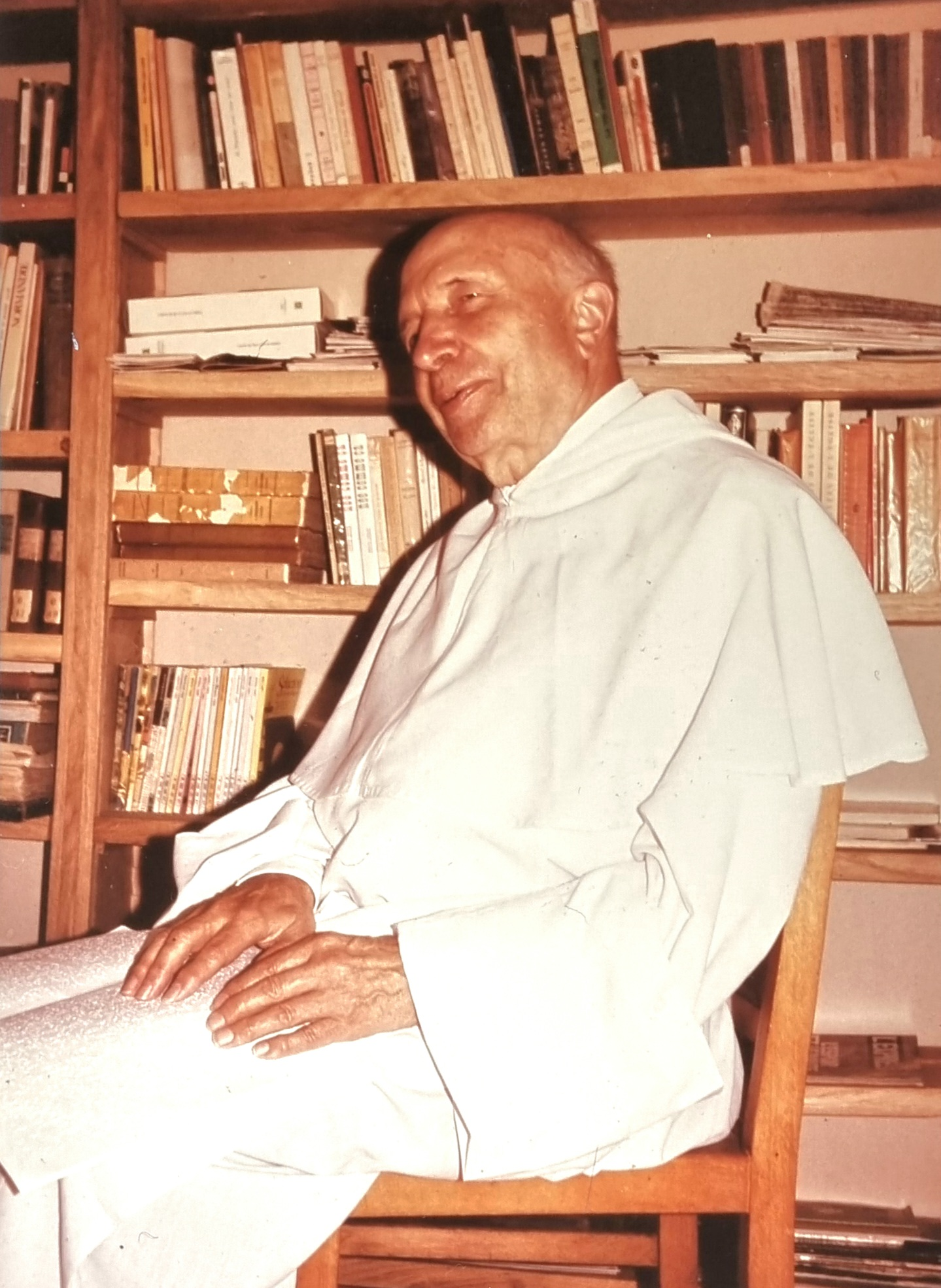
Padre Perrin, fondatore dell'istituto

L'istituto fu fondato a Marsiglia il 4 agosto 1937 da Joseph-Marie Perrin: il fondatore riunì una comunità di dieci donne e il 16 luglio 1939 ebbe luogo la prima professione dei voti.
Le consacrate si propongono di condurre una vita "sotto lo sguardo del Padre che vede nel segreto", vivendo nel proprio ambiente ed esercitando la propria professione: l'istituto non ha un apostolato specifico e opere proprie, ma pone l'accento sulla vita ordinaria che ognuna deve condurre nel mondo.
L'istituto ottenne l'approvazione diocesana il 13 maggio 1951 e ricevette il pontificio decreto di lode il 19 marzo 1955.

## Diffusione
La sede principale è in avenue Antoine Béguère a Lourdes.
Nel 1973 l'istituto contava 1 701 membri.